# Cantonul Blanzac-Porcheresse
Cantonul Blanzac-Porcheresse este un canton din arondismentul Angoulême, departamentul Charente, regiunea Poitou-Charentes, Franța.

## Comune
- Aubeville
- Bécheresse
- Bessac
- Blanzac-Porcheresse (reședință)
- Chadurie
- Champagne-Vigny
- Claix
- Cressac-Saint-Genis
- Étriac
- Jurignac
- Mainfonds
- Mouthiers-sur-Boëme
- Péreuil
- Pérignac
- Plassac-Rouffiac
- Saint-Léger
- Voulgézac